# JMS
Java Message Service forkortet JMS er et API for en mekanisme, der der giver mulighed for asynkron kommunikation mellem javaprogrammer. Systemets API er beskrevet i standarderne for J2EE. Meddelelserne, der kan være i mange forskellige formater, kan enten sendes til en enkelt modtager via en kø eller til flere modtagere. 

Hvis der sendes til flere modtagere, vil den enkelte modtager kun modtage de meddelelser, der er sendt efter at modtagerprogrammet har registreret sig. Hvis der derimod bruges en kø, vil modtageren få alle beskeder selvom de blev sendt før modtagerprogrammet var klar til at modtage dem.
| Programmering | Spire Denne artikel om datalogi eller et datalogi-relateret emne er en spire som bør udbygges. Du er velkommen til at hjælpe Wikipedia ved at udvide den. |